# Reeker
Série
No Man's Land: The Rise of Reeker
(2008)
Pour plus de détails, voir Fiche technique et Distribution.
Reeker ou Reeker: l'odeur de la mort au Québec est un film d'horreur américain réalisé par Dave Payne et sorti en 2005.

## Synopsis
Cinq étudiants partent en voiture pour participer à une fête en plein désert, mais le voyage tourne court. Ils sont contraints de s'arrêter dans un vieil hôtel à l'abandon et sont vite dérangés par une puanteur tenace. Peu à peu, ils sont témoins d'étranges apparitions de voyageurs atrocement mutilés…

## Fiche technique
- Titre original : Reeker
- Titre québécois : Reeker: l'odeur de la mort
- Réalisation et scénario : Dave Payne
- Musique : Dave Payne
- Direction artistique : Mara A. Spear
- Décors : Paul Greenstein
- Costumes : Nicole Abel et Marco Morante
- Photographie : Mike Mickens
- Montage : Daniel Barone
- Production : Tina Illman, Amanda Klein et Dave Payne
- Sociétés de production : The Institution et Primal Pictures
- Sociétés de distribution : Primal Pictures (États-Unis) ; Bac Films (France)
- Pays d'origine :  États-Unis
- Langue originale : anglais
- Format : couleur - 1,85:1 - 35 mm - son Dolby Digital
- Genre : horreur, thriller
- Durée : 90 minutes
- Dates de sortie :
  - États-Unis : 13 mars 2005 (South by Southwest)[1] ; 23 octobre 2006 (DVD)
  - France : 31 mai 2006
  - Belgique : 7 juin 2006
- Film interdit aux moins de 12 ans lors de sa sortie en France[réf. nécessaire].

## Distribution
- Devon Gummersall : Jack
- Derek Richardson (VF : Ludovic Baugin) : Nelson
- Tina Illman : Gretchen
- Scott Whyte (en) : Trip
- Arielle Kebbel : Cookie
- Michael Ironside : Henry
- Eric Mabius : Radford
- Marcia Strassman : Rose
- Les Jankey : Trucker
- Carole Ruggier : la mère
- Paul Butcher (VF : Brigitte Lecordier) : l'enfant
- Steven Zlotnick : le policier Bern
- Christopher Boyer : le policier Mansfield
- Wesley Thompson : le policier Taylor
- Alejandro Patino : l'auxiliaire médical
- Paul Greenstein : le père
- David Hadinger : Reeker

## Production

### Développement
Le producteur et réalisateur, Dave Payne, a écrit le scénario en s'inspirant de son déménagement dans un appartement à Los Angeles, où son voisin du dessous décédé avait été découvert pourrissant dans un fauteuil une semaine après sa mort : « l'odeur était douce et putride, l'odeur de la mort », d'après la description d'un médecin légiste.

### Tournage
Le tournage s'est entièrement déroulé dans l'immense désert de la Californie du Sud, ayant plus de trois cent effets visuels. Monster FX, la société des effets spéciaux ont dû utiliser 315 litres de sang simulé pour le besoin du film.

## Accueil

### Festivals et sorties
Reeker est présenté en avant-première mondiale, le 13 mars 2005, au festival South by Southwest, ainsi qu'au Festival du film de Tribeca, le 19 avril suivant.
En France, il est présenté le 26 janvier 2006 au Festival international du film fantastique de Gérardmer et, en Belgique, le 21 mars 2006 au Festival international du film fantastique de Bruxelles. Il sort le 31 mai 2006 dans les salles françaises.

### Box-office
En France, le film attire seulement 69 938 spectateurs en une semaine.

## Suite
Le film connaît un prequel intitulé No Man's Land: The Rise of Reeker du même réalisateur, en 2008.

## Distinctions

### Nominations
- Festival international du film fantastique de Gérardmer 2006 :
  - Grand Prix
  - Prix du Jury
  - Prix du Jury Jeunes de la Région Lorraine
  - Prix de la Critique Internationale
  - Prix 13e Rue
  - Prix du Public